# Alejandra López Noriega
Alejandra López Noriega (Hermosillo, Sonora; 5 de enero de 1970) es una política mexicana, exmiembro del Partido Acción Nacional, desde 2012 ocupa el cargo de diputada federal de México por el Distrito III del estado de Sonora
Es ingeniera industrial y de sistemas y tiene un diplomado en Marketing Político. Dentro de su trayectoria política se encuentra ser miembro del consejo del PAN en Sonora entre 2006 y 2012 y miembro del Comité Directivo Estatal del PAN entre 2007 y 2013. 
Además dentro de su experiencia legislativa se encuentra ser senadora de la República Suplente en la LIX Legislatura (2003 - 2006), así como diputada local suplente en la LX Legislatura de Sonora y diputada local propietaria en la LXI Legislatura de Sonora, todas por el Partido Acción Nacional. En el Congreso Local de Sonora trabajó como integrante de la Comisión de Turismo y Fomento Económico, la presidenta de la Comisión de Hacienda e integrante de la Comisión de Educación. 
Alejandra López Noriega también se desempeñó como delegada del Consejo Nacional de Fomento Educativo entre 2005 y 2009, como directora general de la dirección de atención ciudadana de Hermosillo entre 2000 y 2005. Antes de iniciar en la política era Gerente de Servicio al Cliente de Movistar.